# 高知市立義務教育学校土佐山学舎
高知市立義務教育学校土佐山学舎（こうちしりつ ぎむきょういくがっこうとさやまがくしゃ）は、高知県高知市の旧土佐郡土佐山村域にある公立の義務教育学校。

## 概要
- 本校、旧土佐山村内にあった土佐山小学校と土佐山中学校を統合し、小中一貫の義務教育学校として開校した。

## 沿革
- 2013年（平成25年）
  - 10月 - 現在地に土佐山小中一貫教育校新校舎を起工。
  - 11月 - 土佐山中学校内に土佐山小中一貫校準備協議会事務局設置。
- 2014年（平成26年）10月 - 土佐山小中一貫教育校（土佐山学舎）新校舎竣工。土佐山小学校・土佐山中学校が、この新校舎に移転。
- 2015年（平成27年）
  - 4月1日 - 土佐山学舎が開校。開校時点の全生徒・児童数は98名。
  - 4月29日 - 「4.29とさやまの日」のこの日、開校記念式典挙行。
- 2016年（平成28年）4月 - 「高知市立義務教育学校土佐山学舎」と改称。

## 周辺施設
- 高知県道16号高知本山線
- 高知県道33号南国伊野線
- 高知市役所土佐山庁舎（旧:土佐山村役場）
- 土佐山夢産地パーク交流館かわせみ
- 鏡川
- 土佐山郵便局

## アクセス
- とさでん交通バス「E2」系統で、終点土佐山庁舎前停留所下車後、徒歩7分。